# Stopień krystaliczności
Stopień krystaliczności – parametr stosowany w przypadku substancji i materiałów zdolnych do częściowej krystalizacji (polimerów, stopów metali, szkła itp.), definiowany jako stosunek masy części skrystalizowanej do całkowitej masy materiału/substancji.
W substancjach i materiałach zdolnych do częściowej krystaliczności występują mniejsze i większe obszary skrystalizowane, zwane krystalitami, które współegzystują z obszarami amorficznymi. Proporcje części krystalicznej i amorficznej zależą od budowy chemicznej substancji, ale też od jej historii termicznej i sposobu otrzymywania. Np. polimery dużej regularności i symetrii łańcuchów wykazują większą zdolność do krystalizacji niż polimery rozgałęzione i nieregularne.
Matematycznie, stopień krystaliczności określa według następującego wzoru:
{\displaystyle x={\frac {m_{k}}{m_{c}}},}
gdzie {\displaystyle (x)} to stosunek masy części krystalicznej {\displaystyle (m_{k})} polimeru do masy całkowitej {\displaystyle (m_{c}).}
Jego przeciwieństwem jest stopień amorficzności, który oblicza się jako {\displaystyle (y)} stosunek masy części amorficznej {\displaystyle (m_{a})} materiału do masy całkowitej {\displaystyle (m_{c}).}
{\displaystyle y={\frac {m_{a}}{m_{c}}}=1-x.}
Wraz ze wzrostem stopnia krystaliczności wzrasta:
- gęstość
- odporność na ścieranie
- sztywność materiału
- twardość

Wraz ze zmniejszaniem stopnia krystaliczności zwiększa się:
- chłonność wody i innych rozpuszczalników
- przezroczystość
- rozszerzalność cieplna
- udarność (odporność na uderzenia)
- wytrzymałość zmęczeniowa